# 日本橋横山町
日本橋横山町（にほんばしよこやまちょう）は、東京都中央区の町名。丁番を持たない単独町名である。住居表示実施済区域。

## 地理
日本橋地域の北部に位置する。東で東日本橋、南西で日本橋大伝馬町、西でわずかに日本橋小伝馬町、北西で日本橋馬喰町と接する。北東から南西にかけて横山町大通りが走り、衣料・雑貨関連の問屋が軒を連ねる。隣接する馬喰町とともに小間物繊維問屋街として知られる。日本橋久松町に所在する久松警察署および日本橋兜町に所在する日本橋消防署の管轄区域内である。

## 歴史
横山町大通りの一部区間が江戸時代の日光・奥州街道に当たり、近隣に投宿する旅人向けの小間物問屋、紙煙草入問屋、地本双紙問屋等が軒を連ねていた。江戸幕府の御用花火師であった鍵屋もここに所在した。

### 地名の由来
永禄2年（1559年）の『小田原衆所領役帳』に、石井某の知行として、五貫三百文・江戸横山分とあり、この横山村が由来と考えられている。

## 世帯数と人口
2023年（令和5年）1月1日現在（中央区発表）の世帯数と人口は以下の通りである。
- 世帯数 : 799世帯
- 人口 : 1,275人

### 人口の変遷
国勢調査による人口の推移。
| 年                 | 人口  |
| ------------------ | ----- |
| 1995年（平成7年）  | 121   |
| 2000年（平成12年） | 137   |
| 2005年（平成17年） | 110   |
| 2010年（平成22年） | 474   |
| 2015年（平成27年） | 737   |
| 2020年（令和2年）  | 1,078 |

### 世帯数の変遷
国勢調査による世帯数の推移。
| 年                 | 世帯数 |
| ------------------ | ------ |
| 1995年（平成7年）  | 50     |
| 2000年（平成12年） | 57     |
| 2005年（平成17年） | 47     |
| 2010年（平成22年） | 269    |
| 2015年（平成27年） | 403    |
| 2020年（令和2年）  | 588    |

## 学区
区立小・中学校に通う場合、学区は以下の通りとなる（2025年4月現在）。
- 区域 : 全域
  - 小学校 : 中央区立久松小学校
  - 中学校 : 中央区立日本橋中学校

## 交通

### 鉄道
- 都営地下鉄新宿線 ○馬喰横山駅

### 道路
- 国道14号（靖国通り） - 北辺の浅草橋交差点付近をわずかに通る。
- 清洲橋通り
- 横山町大通り

## 事業所
2021年（令和3年）現在の経済センサス調査による事業所数と従業員数は以下の通りである。
- 事業所数 : 256事業所
- 従業員数 : 2,523人

### 事業者数の変遷
経済センサスによる事業所数の推移。
| 年                 | 事業者数 |
| ------------------ | -------- |
| 2016年（平成28年） | 323      |
| 2021年（令和3年）  | 256      |

### 従業員数の変遷
経済センサスによる従業員数の推移。
| 年                 | 従業員数 |
| ------------------ | -------- |
| 2016年（平成28年） | 3,483    |
| 2021年（令和3年）  | 2,523    |

### 主な企業
- 宮入（婦人服・肌着卸）
- トーヨー（婦人服卸）
- 東洋衣料（ベビー・子供服卸）
- 細田商店（服飾雑貨卸）
- マンウ（帽子卸）
- 辻和（呉服卸）
- リーチ（文具事務器卸・システム開発）
- ガイア本社
- 新日本無線本社
- コンテックス東京営業所
- 日東タオル

## 施設
- 横山町奉仕会館

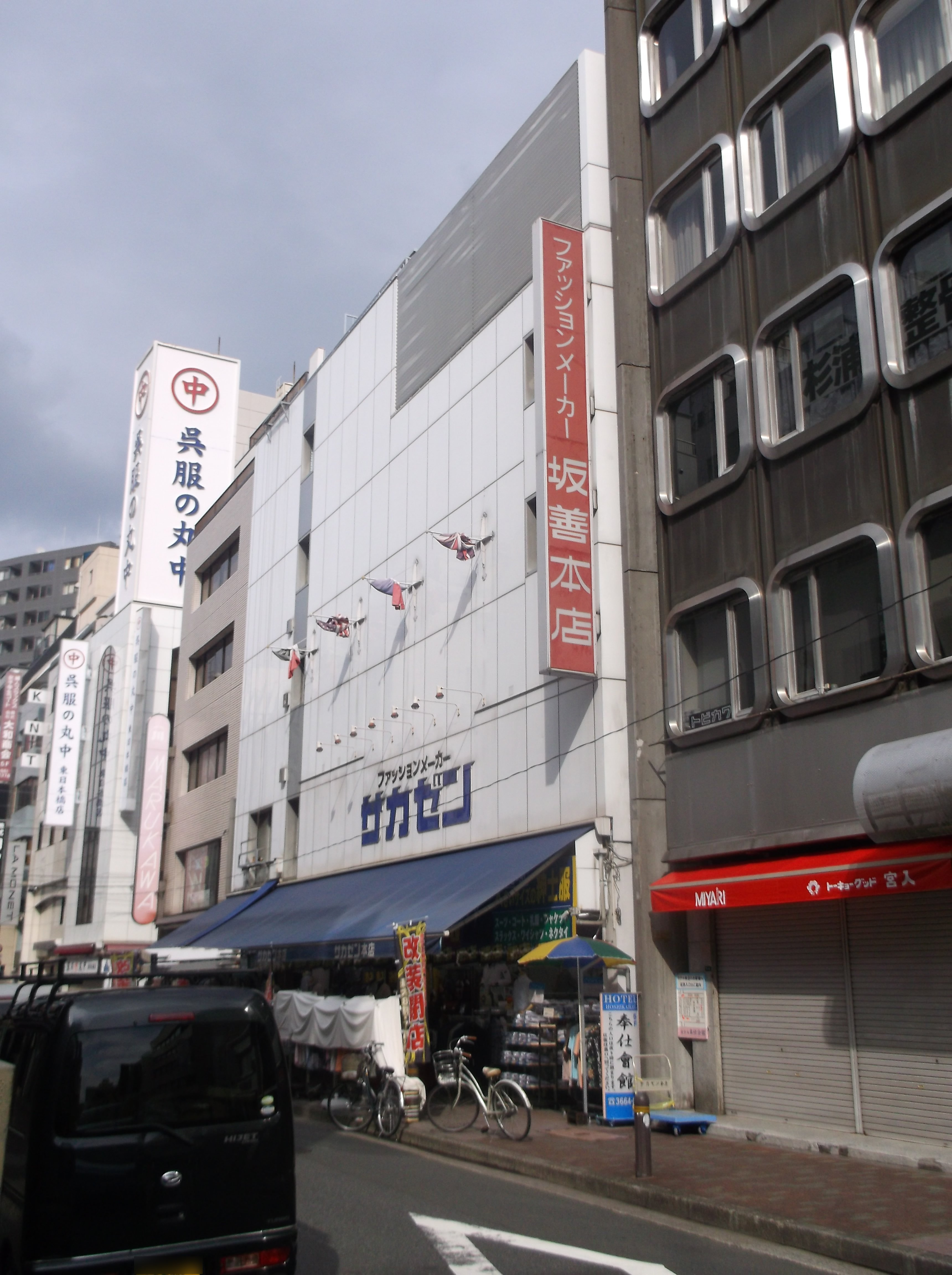
坂善本店

- 坂善本店 - 坂善商事本社所在地は日本橋馬喰町。

### かつて存在した施設
- 日清紡績本社 - 1993年、日本橋人形町へ移転。
- コスガ本社 - 第1コスガビル。2006年移転。
- 八木兵東京店 - 2002年、日本橋馬喰町へ移転。

## 横山町問屋街の主な取扱品目
- 婦人服
- 紳士服
- ベビー・子供服
- 肌着
- 帽子
- 服飾雑貨（ベルト・靴下・手袋・アクセサリーなど）
- 鞄・バッグ・財布
- タオル
- 制服・作業服・白衣
- 傘
- 文具・事務機器・紙製品
- 学童用品
- 呉服・和装
- お祭り用品

## その他

### 日本郵便
- 郵便番号 : 103-0003[3]（集配局 : にほんばし蔵前郵便局[16]）。